# Klausturhólar
Klausturhólar är en mosse i republiken Island. Den ligger på Þórsnes-halvön i Snæfellsnes i Västlandet, 110 km norr om huvudstaden Reykjavík.
Klausturhólar (”Klosterkullarna”) har fått namn efter de jordhögar som utgör resterna av Helgafells kloster, som låg här från 1180-talet fram till Reformationen. Det var troligen i detta kloster som sagorna om de isländska västerhavsfärderna till Grönland och Vinland nedtecknades.